# Metacritic
Metacritic est un site Web américain de langue anglaise qui collecte les notes attribuées aux albums de musique, jeux vidéo, films, émissions de télévision, DVD et livres dans les tests anglophones. Pour chaque produit, un score numérique est obtenu et le total est ramené à une moyenne en pourcentage, ce qui en fait un agrégateur de critiques.
Metacritic a été fondé en 1999 et racheté en août 2005 par la société CNET Networks, elle-même rachetée par CBS Corporation en 2008. 
En 2022, la société Fandom rachète Metacritic, ainsi que d'autres sociétés telles que GameSpot et TV Guide[réf. nécessaire].

## Metascores
Les scores sont présentés sous la forme de pourcentages pondérés.  Certaines sources se voient ainsi attribuer une plus grande importance « de par leur stature » (En anglais : « because of their stature »). Metacritic a déclaré refuser de dévoiler ses critères de pondération afin de ne pas influencer de futurs avis.
Les indications de notation sont échelonnées comme suit :
| Indication                                               | Indication                                                                                   | Jeux vidéo | Films, télévision & musique |
| -------------------------------------------------------- | -------------------------------------------------------------------------------------------- | ---------- | --------------------------- |
|                                                          | Universal acclaim (« Acclamation universelle », traduit une réception extrêmement positive.) | 90–100     | 81–100                      |
| Generally favorable reviews (Avis généralement positifs) | 75–89                                                                                        | 61–80      |                             |
|                                                          | Mixed or average reviews (Avis mitigés)                                                      | 50–74      | 40–60                       |
|                                                          | Generally unfavorable reviews (Avis généralement négatifs)                                   | 20–49      | 20–39                       |
| Overwhelming dislike (Désapprobation massive)            | 0–19                                                                                         | 0–19       |                             |